# رهبری سید روح‌الله خمینی
پس از انقلاب ۱۳۵۷، سید روح‌الله خمینی که رهبر انقلاب بود، پس از برگزاری همه‌پرسی قانون اساسی جمهوری اسلامی در آذر ۱۳۵۸، به صورت رسمی به‌عنوان نخستین رهبر جمهوری اسلامی ایران شروع به کار کرد.